# Gouverneur Morris

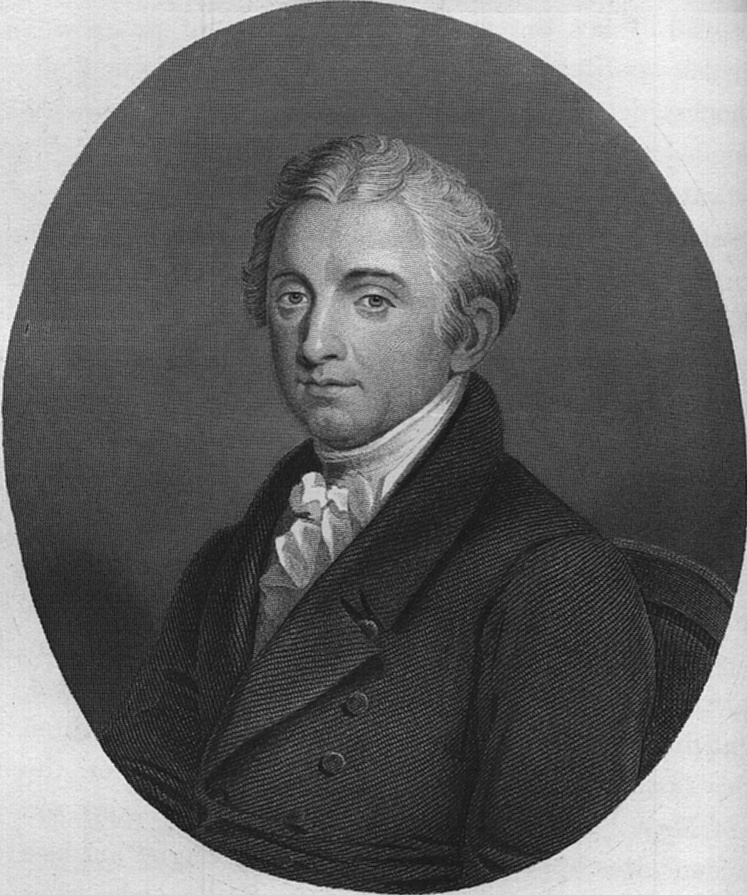
Gouverneur Morris

Gouverneur Morris, född 31 januari 1752 i Morrisania, New York, död där 6 november 1816, var en amerikansk politiker (federalist). Han spelade en central roll bakom New Yorks konstitution 1777 och USA:s konstitution 1787.

## Studier och tidig karriär
Morris avlade 1768 sin grundexamen vid King's College (numera Columbia University). Han studerade sedan juridik och inledde 1771 sin karriär som advokat i New York.

## Politisk karriär
Gouverneur Morris var ledamot av kontinentala kongressen 1778–1779. När han inte lyckades bli omvald från delstaten New York, flyttade han till Philadelphia och fortsatte sin verksamhet som advokat där. Han representerade Pennsylvania på 1787 års konstitutionskonvent. Han flyttade 1788 tillbaka till New York. Han var USA:s minister i Frankrike 1792–1794. Hans dagböcker från Paris skildrar franska revolutionens turbulenta år.
Han var ledamot av USA:s senat från New York 1800–1803. Han blev senator efter att James Watson avgick. Morris kandiderade 1802 till omval men förlorade mot Theodorus Bailey.
1812 var han en av anhängarna till planen att upprätta en union av de nordöstra staterna.